# Visky András
Visky András (Marosvásárhely, 1957. április 13. –) Kossuth- és József Attila-díjas erdélyi magyar író, drámaíró, dramaturg, egyetemi tanár, színházi teoretikus. A Kolozsvári Állami Magyar Színház dramaturgja, művészeti aligazgatója. Visky Júlia és Visky Ferenc fia.

## Pályafutása

### Gyermek- és ifjúkora
Hétgyermekes református lelkészcsaládban született. Édesapja, a köztiszteletben álló református lelkész, Visky Ferenc volt, akit az '56 utáni ideológiai tisztogatás politikája idején, 1958-ban 22 év börtönbüntetésre ítélt a román kommunista vezetés (ebből hat évet le is töltött). Nem sokkal ezután feleségét, Visky Júliát és gyermekeit – köztük az ekkor kétéves Visky Andrást – a Bărăgan-alföldi táborba internálták.
Miután édesapja 1964-ben szabadult, a család is hazatérhetett kényszerlakhelyéről.
Családja meghurcoltatása és szenvedéseik később meghatározó témájává vált alkotói munkásságának is. Édesanyja helytállásának, férje iránti hűséges szerelmének és istenszeretetének Júlia című drámájában állít emléket.
Hazatértük után Nagyváradon folytatta tanulmányait. 1976-ban érettségizett, majd Temesváron tanult tovább. 1982-ben szerzett mérnöki diplomát. 1989-ben Kolozsvárra költözött és pályát változtatott. A Korunk szerkesztője lett, majd 1999-től egészen 2009-ig a Koinónia Könyvkiadó igazgatója és főszerkesztője volt. Doktori címet szerzett az ELTE Esztétika Tanszékén (irányító: Balassa Péter).

### Színházi és oktatói pályája

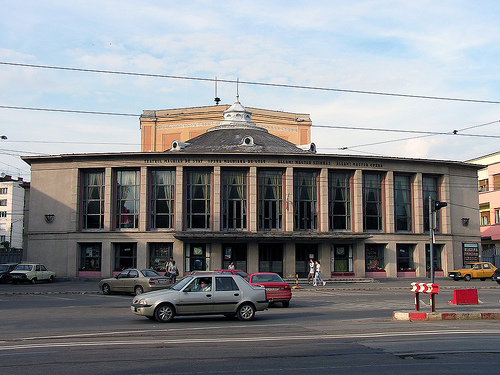
A Kolozsvári Állami Magyar Színház

1990-ben kezdett dramaturgként dolgozni a Kolozsvári Állami Magyar Színházban. 2002-ben Budapesten szerzett DLA címet, a Színház- és Filmművészeti Egyetemen.
Egyetemi tanári pályáját a Babeș –Bolyai Tudományegyetem Színházi Tanszékén kezdte (jelenleg ugyanitt docens). Írói munkásságáért 2009-ben József Attila-díjjal tüntették ki.
Pályája során nagy nevű rendezők egész sorával dolgozott (leggyakrabban Tompa Gáborral). A Kolozsvári Állami Magyar Színháznál több mint 40 előadás létrejöttében vett részt dramaturgként, drámáit pedig magyar, román és amerikai színpadokon is bemutatták. A 2009-2010-es tanévben a michigani Calvin College vendégtanára volt.

## Bemutatott színművei
- 2011 – Megöltem az anyámat – Kolozsvári Állami Magyar Színház, rendező: Albert Csilla és Dimény Áron, előadó: Albert Csilla és Dimény Áron
- 2010 – Alkoholisták – Kolozsvári Állami Magyar Színház, rendező: Tompa Gábor
- 2010 – Juliet (Júlia) – Theatre Y, Royal George Theatre, Chicago, rendező: Karin Coonrod
- 2010 – Backborn (Visszaszületés) – Laboratory Theatre, Calvin College, Grand Rapids, Michigan, rendező: Stephanie Sandberg
- 2010 – I Killed My Mother (Megöltem az anyámat) – Theatre Y, Greenhouse Theatre, Chicago, rendező: Karin Coonrod
- 2010 – Green Relief – Grand Rapids Art Museum, Grand Rapids, Michigan, rendező: Visky András
- 2009 – Visszaszületés – Kolozsvári Állami Magyar Színház, rendező: Tompa Gábor
- 2009 – Alkoholisták – Gárdonyi Géza Színház, Eger, rendező: Szegváry Menyhért
- 2008 – Julieta (Júlia) – Jászvásári Nemzeti Színház, Jászvásár, rendező: Ioana Petcu, előadó: Ioana Lefter
- 2007 – Disciples (Tanítványok) – SummerNITE Company, Elgin Art Showcase, Chicago, rendező: Christopher Markle
- 2007 – Júlia – Tamási Áron Színház, Sepsiszentgyörgy, rendező Bocsárdi László, előadó: Ruszuly Éva
- 2007 – Hosszú péntek – Kolozsvári Állami Magyar Színház, rendező: Tompa Gábor
- 2006 – Disciples (Tanítványok) – Laboratory Theater, Calvin College, Grand Rapids, Michigan, rendező: Stephanie Sandberg
- 2006 – Juliet (Júlia) – SummerNITE Company – Theatre Y, New American Theatre, Rockford, Illinois rendező: Christopher Markle, előadó: Melissa Hawkins
- 2005 – Tanítványok – Kolozsvári Állami Magyar Színház, rendező: Tompa Gábor
- 2005 – A szökés – Marosvásárhelyi Nemzeti Színház, Tompa Miklós Társulat, Marosvásárhely, rendező: Patkó Éva
- 2005 – Julieta (Júlia) – Lucian Blaga Nemzeti Színház, Kolozsvár, rendező: Mihai Măniuțiu
- 2004 – A meg nem született – Kulka János felolvasószínházi estje, Vígszínház, Budapest (vendégjáték: New York)
- 2003 – Vasárnapi iskola – Kolozsvári Állami Magyar Színház, rendező: Selmeczi György (vendégjáték: Budapest)
- 2002 – Júlia – Thália Színház, Budapest és Állami Magyar Színház, Kolozsvár, rendező: Tompa Gábor (vendégjátékok: Bukarest, Washington, New York)
- 2001 – Tanítványok – Csokonai Nemzeti Színház, Debrecen, rendező: Jámbor József

## Dramaturgiai munkái (a Kolozsvári Állami Magyar Színházban)
- 2010/2011-es évad:
  - Albert Camus: Caligula – rendező: Mihai Măniuțiu
  - Marin Držić: Dundo Maroje – rendező: Robert Raponja
  - Georg Büchner: Leonce és Léna – rendező: Tompa Gábor
  - Visky András: Alkoholisták – rendező: Tompa Gábor
  - Arisztophanész: Lüszisztraté, avagy a nők városa – rendező: Dominique Serrand
- 2008/2009-es évad:
  - A.P. Csehov: Három nővér – rendező: Tompa Gábor
- 2007/2008-as évad:
  - Danilo Kiš: Borisz Davidovics síremléke – rendező: Robert Raponja
  - Henrik Ibsen: Peer Gynt – rendező: David Zinder
  - Thomas Bernhard: A vadásztársaság – rendező: Dragoș Galgoțiu
- 2006/2007-es évad:
  - Énekek éneke – rendező: Mihai Măniuțiu
  - Visky András: Hosszú péntek – rendező: Tompa Gábor
- 2005/2006-os évad:
  - I. L. Caragiale: Az elveszett levél – rendező: Tompa Gábor
  - Visky András: Tanítványok – rendező: Tompa Gábor
- 2004/2005-ös évad:
  - Carlo Goldoni: A velencei terecske – rendező: Mona Chirilă
- 2003/2004-es évad:
  - E. Ionesco: Jacques vagy a behódolás – rendező: Tompa Gábor
- 2002/2003-as évad:
  - Benjamin Britten –Selmeczi György –Visky András: A vasárnapi iskola avagy Noé bárkája – rendező: Selmeczi György m.v.
- 2000/2001-es évad:
  - William Shakespeare: Romeo és Júlia – rendező: Keresztes Attila
- 1999/2000-es évad:
  - Samuel Beckett: A játszma vége – rendező: Tompa Gábor
  - Molière: A mizantróp – rendező: Tompa Gábor
- 1998/1999-es évad:
  - W. Shakespeare: A vihar – rendező: Dragoș Galgoțiu m.v.
- 1997/1998-as évad:
  - Shakespeare: Troilus és Cressida – rendező: Tompa Gábor
- 1996/1997-es évad:
  - Eugène Ionesco: A székek – rendező: Vlad Mugur m.v.
  - Vörösmarty Mihály: Csongor és Tünde – rendező: Csizmadia Tibor m.v.
- 1995/1996-os évad:
  - Lope de Vega: A kertész kutyája – rendező: Bocsárdi László m.v.
  - Molnár Ferenc: Liliom – rendező: Kövesdy István
  - W. Gombrowicz: Operett – rendező: Tompa Gábor
  - Kárpáti Péter: Méhednek gyümölcse – rendező: Bérczes László m.v.
- 1994/1995-ös évad:
  - Füst Milán: Máli néni – rendező: Árkosi Árpád m.v.
  - Mihail Bulgakov: Képmutatók cselszövése – rendező: Tompa Gábor
  - Shakespeare: Vízkereszt – rendező: Victor Ioan Frunză m.v.
  - Carlo Goldoni: Csetepaté Chioggiában – rendező: Árkosi Árpád m.v
- 1993/1994-es évad:
  - Székely János: Mórok – rendező: Tompa Gábor
- 1992/1993-as évad:
  - Lázár Ervin: Bab Berci kalandjai – rendező: Mózes István m.v.
  - Shakespeare: Szentivánéji álom – rendező: Tompa Gábor
  - Márton László: A nagyratörő – rendező: Parászka Miklós m.v.
  - Hunyady Sándor: Erdélyi kastély – rendező: Dehel Gábor
- 1991/1992-es évad:
  - Eugene Ionesco: A kopasz énekesnő – rendező: Tompa Gábor
- 1990/1991-es évad:
  - S. Mrożek: Rendőrség – rendező: Árkosi Árpád m.v.
  - Shakespeare: Ahogy tetszik – rendező: Tompa Gábor

## Librettók
- Demény Attila: Haláltáncjáték (Kolozsvári Állami Magyar Opera, 2002; CD-lemez: Hungaroton, 2002 [HCD 32136])
- Demény Attila: Parafarm (Kolozsvári Állami Magyar Opera, 1992; CD-lemez: Hungaroton, 2002 [HCD 32136])

## Rádiójátékok
- Sugárkirálylány és Árnyékherceg avagy Miért van árnyéka a fénynek? (Magyar Rádió, Budapest, 2007), rendező: Lehoczky Orsolya
- Julieta (Teatrul National Radiofonic, Bukarest, 2005), rendező: Tompa Gábor
- Júlia (Kossuth Rádió, Budapest, 2003), rendező: Varsányi Anikó
- A szökés (Kossuth Rádió, Budapest, 2000), rendező: Varsányi Anikó
- Vércseh (Kossuth Rádió, Budapest, 1994), rendező: Varsányi Anikó

## Könyvei
- A test történetei; POKET Zsebkönyvek, Budapest, 2024
- Kitelepítés; Jelenkor, Budapest, 2022
- Mire való a színház? Útban a theatrum theologicum felé; KRE–L'Harmattan, Budapest, 2020 (Károli könyvek. Monográfia)
- Nevezd csak szeretetnek; Jelenkor, Budapest, 2017
- Ki innen. Hét színházi kísérlet; Koinónia, Kolozsvár, 2016
- Mint aki látja a hangot. Visky Andrással beszélget Sipos Márti (Harmat Kiadó, Budapest, 2009)
- Megváltozhat-e egy ember. Írások (Koinónia Kiadó, Kolozsvár, 2009)
- Gyáva embert szeretsz (Jelenkor Kiadó, Pécs, 2008)
- Juliet (Theatre Y, Carol Stream IL, 2007)
- Tompa Gábor színházi világa; összeáll., szerk. Visky András, előszó Georges Banu; Koinónia, Kolozsvár, 2007
- A különbözőség vidékén (Vigilia Kiadó, Budapest, 2007)
- A szökés. Három dráma (Koinónia Kiadó, Kolozsvár, 2006)
- Tirami sú. Két monológ; Koinónia, Kolozsvár, 2006 (Éneklő borz)
- Júlia. Párbeszéd a szerelemről; Magyar Rádió Rt.–Fekete Sas, Budapest, 2003
- Ha megH (Koinónia, Kolozsvár, 2003)
- Fals tratat de conviețuire (Dacia, Kolozsvár, 2002. Daniel Vighivel és Alexandru Vladdal közösen írt regény, románul)
- Írni és (nem) rendezni (Koinónia, Kolozsvár, 2002)
- Betlehemi éjszaka (Koinónia, Kolozsvár, 2001; magyarul, románul, angolul)
- Hullócsillag, Habakuk (Mentor, Marosvásárhely, 2000)
- Aranylevél. Verses, mesés kalendárium gyermekeknek; Harmat–Koinónia, Budapest –Kolozsvár 1999
- Goblen (Jelenkor, Pécs, 1998)
- Hamlet elindul (Szivárvány, Chicago – Mentor, Marosvásárhely, 1996)
- Reggeli csendesség (Harmat, Budapest, 1995)
- Elefánk. Gyermekversek; Polis, Kolozsvár, 1995
- Romániai magyar négykezesek (Jelenkor, Pécs, 1994, Tompa Gáborral)
- Hóbagoly (Pesti Szalon, Budapest, 1992)
- A hely szellemei. A kolozsvári színjátszás 200 éves jubileumára kiírt drámapályázat díjnyertes művei; szerk., előszó Visky András; Kolozsvári Állami Magyar Színház, Kolozsvár, 1992
- Kolozsvár magyar színháza. Ezerhétszázkilencvenkettő – ezerkilencszázkilencvenkettő; szerk. Kántor Lajos, Kötő József, Visky András; Gloria, Kolozsvár, 1992
- Fotóiskola haladóknak. Versek (Kriterion, Bukarest, 1988)
- Partraszállás. Versek (Kriterion, Bukarest, 1984)

## Digitális könyvek
- András Visky: Julieta (Júlia – LiterNet.ro – románul)
- András Visky: Al cui e Ardealul? (Kié Erdély? – LiterNet.ro – románul)

## Díjai
- Látó-nívódíj (1991, 1996, 2001, 2005, 2011)
- Poesis-díj (1993)
- IRAT ALAP Nívódíj (1993)
- Móricz Zsigmond-ösztöndíj (1993)
- Soros-díj (1999)
- Kádár Imre-díj (EMKE) (2000)
- Salvatore Quasimodo-díj (2001)
- Hangjáték Pályázat Díj (Magyar Rádió, Budapest, 2002)
- Szép Ernő-jutalom (2002)
- Károli Gáspár-díj (2002)
- Év Könyve Díj (ARTISJUS – Arany János Alapítvány, 2004)
- Rát Mátyás-díj (2005)
- A Pécsi Országos Színházi Találkozó KÜLÖNDÍJA – a Hosszú péntek című dráma szerzői-dramaturgi munkájáért (2007)
- Bánffy Miklós-vándordíj (2008)
- József Attila-díj (2009)
- Alföld-díj (2021)[6]
- Artisjus Irodalmi Díj – a Kitelepítés című regényéért (2023)
- Margó-díj – a Kitelepítés című regényéért (2023)
- Kossuth-díj (2024)